# Joe Louis vs. Max Schmeling
Joe Louis vs. Max Schmeling furono due celebri incontri di pugilato che videro contrapposti l'atleta americano a quello tedesco, una prima volta nel 1936 e la seconda nel 1938. Il tedesco Max Schmeling vinse il primo confronto per KO al dodicesimo round mentre nel secondo match fu lo statunitense Joe Louis, soprannominato "Brown Bomber", a battere l'avversario per KO tecnico al primo round. Anche se i due campioni misero in scena uno spettacolo notevole dal punto di vista tecnico, entrambi i loro confronti sono celebri per le notevoli ripercussioni sociali e politiche. Quale maggiore atleta afroamericano della sua epoca e più importante pugile nero dai tempi di Jack Johnson, Louis rappresentava l'"orgoglio degli afroamericani" negli anni trenta. In aggiunta, data la contrapposizione tra Stati Uniti d'America e Germania nazista, i due incontri arrivarono a simboleggiare la battaglia tra democrazia e totalitarismo. Le prestazioni offerte da Louis nei due confronti lo resero uno dei primi veri eroi nazionali afroamericani degli Stati Uniti.

## Preludio al primo match
Joe Louis nacque in Alabama, ma crebbe a Detroit. In quanto atleta afroamericano di successo, Louis era visto da molti americani come un simbolo dell'emancipazione razziale. Sin da quando era diventato un professionista tra i pesi massimi, egli aveva ottenuto un record di 23 vittorie e 0 sconfitte ed era considerato "invincibile" nel 1936, all'epoca del primo match con Schmeling. La popolarità di Louis era particolarmente sentita tra gli afroamericani, che non solo soffrivano dal lato finanziario a causa della Depressione, come il resto del Paese, ma erano anche bersaglio di violenze razziste, soprattutto nel Sud degli Stati Uniti da parte dei membri del Ku Klux Klan. All'epoca del primo match Louis-Schmeling, il tedesco era considerato l'ultimo ostacolo di Louis sulla strada per il titolo di campione del mondo.
Max Schmeling era nato in Germania, e nel 1930 era diventato il primo campione mondiale dei massimi a vincere il titolo per squalifica, in un match contro Jack Sharkey, un americano squalificato per averlo atterrato con un colpo basso sotto la cintura. Un anno dopo, Schmeling difese con successo il titolo sconfiggendo per KO al 15º round William Stribling. Nel 1932 perse ai punti il titolo nel rematch con Sharkey a seguito di una decisione controversa dei giudici. Come risultato, Schmeling era più conosciuto rispetto a Joe Louis tra gli appassionati di boxe statunitensi e nel 1936 veniva ancora considerato il secondo pretendente al titolo detenuto da James Braddock. Nondimeno, molti fan consideravano Schmeling, 30 anni all'epoca del match con Louis, un pugile in declino e non un serio avversario per "Brown Bomber".
In effetti, Louis non si allenò troppo seriamente per il match con Schmeling, sottovalutando l'avversario più anziano. Diversamente, Schmeling preparò molto bene l'incontro. Studiò lo stile di combattimento di Louis, e pensò di avere scoperto un suo punto debole: l'abitudine di Louis di abbassare la mano sinistra dopo un colpo.
Anche se gli aspetti politici del primo confronto Louis-Schmeling saranno poi sminuiti da quelli del rematch del 1938, alcune tensioni sociali si collegarono inevitabilmente alla sfida. Adolf Hitler era diventato Cancelliere del Reich tre anni prima e, sebbene gli Stati Uniti e la Germania non fossero ancora nemici politicamente o militarmente, sussistevano alcune tensioni crescenti tra i due Paesi da quando il partito nazionalsocialista aveva iniziato a mettere in pratica la propria politica antisemita. Il manager ebreo di Schmeling, Joe Jacobs, volle che il suo pugile si allenasse presso una comunità ebraica a Catskills, sperando che ciò sarebbe servito a "placare" le polemiche.

## Primo match
Il primo incontro tra Louis e Schmeling si svolse il 19 giugno 1936 allo Yankee Stadium di New York. L'arbitro della contesa fu il leggendario Arthur Donovan, e lo stadio era esaurito in ogni ordine di posto. Il match era stabilito in quindici round.
Schmeling passò i primi tre round usando principalmente dei jab, e tenendo la guardia alta. Louis rimase sorpreso dallo stile aggressivo del rivale. Nella quarta ripresa, un potente destro colpì Louis al viso, che finì al tappeto per la prima volta in carriera. Con il proseguire del combattimento, sembrò sempre più chiaro che Louis non aveva la minima idea di come contrastare l'avversario.
Louis riportò molte ferite, inclusa una particolarmente grave agli occhi. Quasi cieco, cercò di mettere a segno qualche colpo ma senza troppo successo. Giunti al dodicesimo round, Schmeling si era ormai costruito un vantaggio considerevole ai punti. Alla fine, colpì Louis con un destro al corpo, seguito da un altro montante, questa volta dritto alla mascella. Louis crollò al tappeto vicino al proprio angolo, e l'arbitrò effettuò il conteggio di "10" decretando la vittoria di Schmeling. Questa fu l'unica sconfitta per KO di Joe Louis durante il suo primo periodo di carriera: l'unico altro KO lo subì a fine carriera per mano di Rocky Marciano, oltre quindici anni dopo.
Tra gli spettatori che assistettero alla sconfitta di Louis ci fu anche l'attivista per i diritti civili e scrittore Langston Hughes. Hughes descrisse la reazione della nazione alla sconfitta di Joe Louis in questi termini:
(Langston Hughes)
In ovvia contrapposizione, la reazione tedesca fu di giubilo. Hitler contattò personalmente la moglie di Schmeling, mandandole un mazzo di fiori e un messaggio: "Per la magnifica vittoria di suo marito, il nostro grande pugile germanico, devo congratularmi con tutto il cuore." Da parte sua, Schmeling rilasciò dichiarazioni patriottiche alla stampa tedesca dopo il match:
(Max Schmeling)

## Preludio al secondo match
Dopo la sua vittoria su Louis, Schmeling discusse di un match per il titolo con il campione mondiale in carica James J. Braddock. Ma l'opportunità non gli venne concessa – in parte a causa del maggior appeal commerciale di un potenziale incontro Louis-Braddock, e in parte perché, in caso di vittoria da parte di Schmeling, si temeva che le autorità naziste non avrebbero autorizzato successive difese del titolo contro pugili statunitensi. Fu quindi Joe Louis che affrontò Braddock, il 22 giugno 1937 a Chicago, mandandolo KO all'ottavo round e vincendo il titolo dei pesi massimi. Tuttavia, fu proprio il nuovo campione Louis, a dichiarare pubblicamente di volere un rematch con Schmeling, altrimenti non si sarebbe considerato un vero campione.
All'epoca del secondo confronto tra Louis e Schmeling nel 1938, la Germania nazista si era annessa l'Austria attraverso l'Anschluss, alimentando le tensioni tra il Terzo Reich e gli altri Paesi occidentali, dando il via a una forte propaganda antitedesca sui mass media americani.
Schmeling, che non era membro del partito nazista e – sebbene fiero della propria nazionalità germanica – negò sempre le affermazioni naziste circa la superiorità razziale, dichiarò: «Io sono un combattente, non un politico. Non sono un superuomo in nessun modo». Inoltre, Schmeling mantenne il proprio manager ebreo, Joe Jacobs, nonostante numerose "pressioni" da parte del governo tedesco, e rifiutò una decorazione nazista offertagli da Adolf Hitler. Temendo di aver esagerato offendendo così il Führer di tutti i tedeschi, Schmeling, consigliato dal suo amico e collega Jack Dempsey, si affrettò a richiedere la cittadinanza statunitense (dopo la sconfitta con Louis nel '38, Schmeling tornò comunque in Germania dove gli furono tributati onori e ricevette varie onorificenze al merito, e nel corso della Seconda guerra mondiale militò nella Luftwaffe).
Qualche settimana prima del rematch, Louis fu ricevuto dal Presidente Franklin Delano Roosevelt alla Casa Bianca. Il New York Times riportò la notizia che Roosevelt aveva detto al pugile: «Joe, abbiamo bisogno di muscoli come i tuoi per sconfiggere la Germania». Questa volta, Louis si allenò con professionalità in vista dell'incontro, lasciando da parte donne e golf, due delle sue più grandi passioni.

## Secondo match
Il secondo confronto tra Joe Louis e Max Schmeling, definito dai media "The Battle of the Century" ("la battaglia del secolo"), si svolse il 22 giugno 1938, di nuovo allo Yankee Stadium di New York. Tra gli oltre 70,000 fan presenti c'erano anche celebrità quali Clark Gable, Douglas Fairbanks, Gary Cooper, Gregory Peck, e J. Edgar Hoover. L'incasso della serata fu di 1,015,012 di dollari.
Schmeling uscì dal suo angolo cercando di utilizzare lo stesso stile che gli aveva dato la vittoria nel primo incontro, mantenendo una postura eretta e la mano sinistra pronta a colpire.
La strategia di Joe Louis, invece, era quella di porre fine al match il prima possibile, non volendo andare sulla lunga distanza. Dopo soli pochi secondi dal suono del gong, Louis scatenò la propria superiore potenza fisica su Schmeling. L'arbitro Arthur Donovan fermò il match per la prima volta dopo un minuto e mezzo dall'inizio, quando Louis mise a segno una combinazione di cinque ganci sinistri e un colpo al fianco facendo urlare di dolore l'avversario. Dopo aver rimandato Louis al suo angolo, Donovan fece ripartire il combattimento, ma Louis colpì subito l'avversario con un potente destro al volto facendolo andare al tappeto. Schmeling riuscì ad alzarsi al conto di "3". A seguito di altri colpi ricevuti, il tedesco crollò nuovamente al tappeto, alzandosi questa volta al conto di "2". Con l'avversario ormai privo di difese, Louis mandò al tappeto Schmeling per la terza volta. Il secondo di Schmeling, Max Machon, gettò un asciugamano sul ring in segno di resa – sebbene secondo il regolamento dello Stato di New York, questo non significasse il termine del match. L'arbitro effettuò ugualmente il conteggio e dichiarò Joe Louis vincitore per TKO al primo round. In tutto, Louis aveva tirato 41 pugni nel match, 31 dei quali andati a segno. Schmeling, per contrasto, era stato in grado di portare solo due colpi. Sonoramente sconfitto, Schmeling dovette restare ricoverato in ospedale per dieci giorni.

## Conseguenze
L'incontro ebbe ampia risonanza sociale sia dal punto di vista razziale che politico. Gran parte dell'America nera aveva riposto le proprie speranze sull'esito di questo combattimento, vedendo il successo di Louis come un mezzo per far avanzare la causa degli afroamericani in tutti i campi.
Nella sua autobiografia, lo stesso Schmeling descrisse la reazione pubblica all'evento, raccontando di quando la sua ambulanza passò per le strade di Harlem diretta all'ospedale: «Mentre passavamo attraverso Harlem, c'erano rumorose folle danzanti. Le band musicali avevano lasciato i nightclub e i bar e stavano suonando e ballando sui marciapiedi e sulle strade. L'intera area era piena di festeggiamenti, rumori e sassofoni, continuamente punteggiati dalla chiamata del nome di Joe Louis».
La reazione della stampa mainstream statunitense, sebbene positiva nei confronti di Louis, rifletté l'implicito razzismo insito negli Stati Uniti dell'epoca. Lewis F. Atchison del The Washington Post iniziò il suo articolo con le seguenti parole: "Joe Louis, il pigro, giovane ragazzo nero mangiatore di pollo fritto, si è trasformato stasera nel suo ruolo di brown bomber"; Henry McLemore della United Press definì Louis "un uomo della giungla, completamente primitivo e selvaggio, uscito a caccia per procurarsi il cibo."
Negli anni successivi, Louis e Schmeling diventarono amici fuori dal ring, e la loro amicizia durò fino alla morte di Louis avvenuta il 12 aprile 1981. La loro rivalità sportiva è stata al centro del film tv Ring of Passion del 1978.
Sia Louis che Schmeling sono membri dell'International Boxing Hall of Fame.